# Sara Rilves
Sara Rilves es una deportista canadiense que compitió en judo. Ganó dos medallas de bronce en los Juegos Panamericanos de 1983 y una medalla de bronce en el Campeonato Panamericano de Judo de 1990.

## Palmarés internacional
| Juegos Panamericanos    | Juegos Panamericanos | Juegos Panamericanos | Juegos Panamericanos |
| Año                     | Lugar                | Medalla              | Categoría            |
| ----------------------- | -------------------- | -------------------- | -------------------- |
| 1983                    | Caracas (Venezuela)  | Medalla de bronce    | +72 kg               |
| 1983                    | Caracas (Venezuela)  | Medalla de bronce    | Abierta              |
| Campeonato Panamericano |                      |                      |                      |
| Año                     | Lugar                | Medalla              | Categoría            |
| 1990                    | Caracas (Venezuela)  | Medalla de bronce    | Abierta              |